# قصر سعيد بن العاص
قصر سعيد بن العاص قصر أثري قديم يقع في وادي العقيق في المدينة المنورة. بناه الصحابي سعيد بن العاص عندما كان واليًا للمدينة في خلافة معاوية بن أبي سفيان.

## الموقع
يقع القصر في العرصة الصغرى من وادي العقيق بالقرب من الجامعة الإسلامية بالمدينة المنورة، وهذه العرصة أي: منحنى وادي العقيق كانت إلى وقت قريب واحة غنَّاء تغطيها النخيل والأشجار بمختلف أنواعها.

## التاريخ
لما دنا أجل سعيد بن العاص وكان سيدًا فاضلًا سخيًا قال لابنه عثمان: إذا أنا متُّ فعليَّ دين أرجو أن تقضى من خالص مالي. فقال عثمان لوالده: لايوجد من خالص مالك ما يكفي لذلك، فقال سعيد لابنه: إذا ذهبت لأمير المؤمنين معاوية وعرضت عليه القصر ودوره ومزارعه سوف يشتريها منك بما تريد. فلما توفي سعيد ذهب ابنه عثمان إلى معاوية بالشام، فلما قيل له عثمان بن سعيد يستأذن قام فزعًا، وقال: توفي والله سعيد. فأذن له فلما دخل وسلّم أخبره بما على سعيد من ديون وأوصى أن تقضى من خالص ماله: فقال معاوية: اشتري منك قصره بألف ألف ودور القصر بألف ألف ومزارع القصر بألف ألف، فوافق عثمان، فقال معاوية: أسرع يا كاتب بالدواة والقلم وأكتب قبل أن يندم الرجل، فلما أعطاه المال خرج يودعه ولم يمض معه كثيرًا وقيل: إنه رجع عنه مخافة أن يندم.

## البناء
بنى سعيد بن العاص القصر عندما كان واليًا على المدينة في عهد معاوية بن أبي سفيان سنة (48 هـ - 55 هـ)، وأبعاد القصر كما يلي: طوله نحو 36 مترًا، وعرضه نحو 27 مترًا، وارتفاع أطلاله الباقية نحو 9 أمتار، وسمك جدرانه 76 سم، وطوله وعرضه المذكوران إنما هما بضم الأقسام المتساقطة منه إليه. وقد بُني القصر بالأحجار الجرانيتية والجص، واستخدم الطوب المحروق في بعض أجزائه، ويدل تخطيطه وعناصره الزخرفية على تطور فنون العمارة في المدينة المنورة في ذلك الوقت.و ربّما أعيدت بعض جدرانه في وقت من الأوقات، وتخلو الجدران من الكتابة والرسومات، وإنما توجد في بعض أروقته ونوافذه نقوش على الجص وزخرفة بالطوب المجصص.

## ذكره في كتب الرحالة
وُصف القصر من قبل بعض الرحالة حيث ذكره محمد لبيب البتنوني في رحلته: «وكان هذا القصر في أيام صاحبه آية في جماله وفخامته، بل كان آية من آيات القرن الأول الهجري وأعجوبة من أعاجيبه، حتى فضله الشاعر على أبواب جيرون (دمشق) التي كانت في ذلك العهد عاصمة الخلافة، ومكان فخامتها وأبهتها». الشاعر الذي يقصده الرحالة البتنوني هو أبو قطيفة عمر بن الوليد بن عقبة حيث يقول في قصر سعيد بن العاص بن سعيد بن العاص: